# 阿肯色理工大學
阿肯色理工大學（Arkansas Tech University）是位於美國阿肯色州拉塞爾維爾的一所公立大學，依照阿肯色州議會的100號法案創立於1909年，2015年開設博士課程。該大學在2015年《美國新聞與世界報道》的“南部地區大學”排名中列在第92位。

## 外部連結
- 官方网站
- Athletics （页面存档备份，存于）
- The Arka Tech (student led paper)
- KXRJ (student led radio)